# Саут-Уист
Саут-У́ист (англ. South Uist, гэльск. Uibhist a Deas, [ˈɯ.ɪʃtʲ ə tʲes̪]) — остров в архипелаге Внешние Гебриды, Шотландия. Административно относится к округу На-х-Эланан-Шиар.

## География

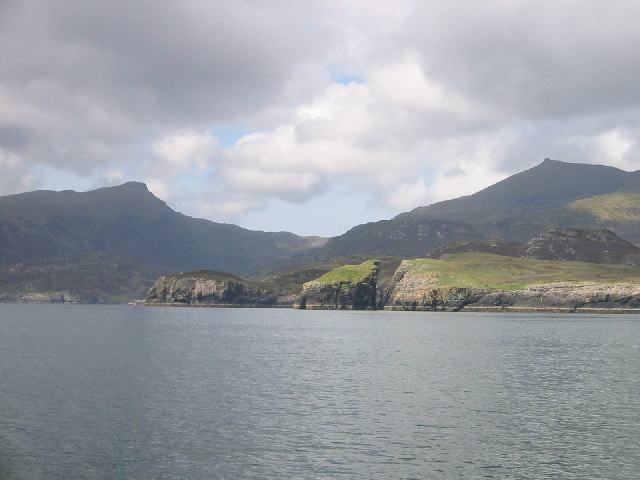
Обрыв Николсона с запада. На заднем плане Бейн Мор слева и Гекла справа.

Как и все Внешние Гебриды, Саут-Уист сложен льюисовыми гнейсами. Западная часть острова представляет собой плодородные низины с протяженными песчаными пляжами, тогда как восточный берег горист, с крупнейшими вершинами Бейн-Мор (620 м) и Хекла (606 м). Главное поселение острова Лохбойсдейл соединёно паромами с Обаном на основной части Шотландии и Кастлбей на Барре. Также остров связан дамбами с Эрискей и Бенбекьюлой. Другими значительными поселениями являются Далиборо, Хаумор и Килбрайд.

## История
Саут-Уист заселен со времён неолита. На острове много мест археологических раскопок, включая погребальные камеры культуры кубков, круглые дома, а также длинные дома норвежского периода. После ухода норвежцев остров оставался в собственности Макдональдов Кланраналда, пока в 1838 году полковник Гордон Клуни не купил остров для ведения овцеводства, начав вытеснять фермеров. В ходе чисток население сократилось с 5093 человек в 1841 году до уровня около 2 тысяч. Лохбойсдейл в XIX веке стал важным рыболовным портом, а население, все ещё сохраняющее гэльский язык, все ещё поддерживало торфодобычу и сбор водорослей.